# Guioa melanopoda
Guioa melanopoda är en kinesträdsväxtart som beskrevs av Merrill & Perry. Guioa melanopoda ingår i släktet Guioa och familjen kinesträdsväxter. Inga underarter finns listade i Catalogue of Life.